# پدرو دو موناژو
پدرو دو موناژو (انگلیسی: Peire de Montagut; Unknown – ۲۸ ژانویه ۱۲۳۲)، رئیس بزرگ شوالیه‌های معبد از سال ۱۲۱۸ تا ۱۲۳۲ میلادی بود. وی در جریان جنگ صلیبی پنجم و محاصره دمیاط شرکت جست. وی همچنین قبل از شوالیه‌های معبد، رئیس پادشاهی آراگون نیز بود.